# Nemognatha chrysomelina
Nemognatha chrysomelina – gatunek chrząszcza z rodziny oleicowatych.
Gatunek ten opisany został po raz pierwszy w 1775 roku przez Johana Christiana Fabriciusa pod nazwą Zonitis chrysomelina.
Chrząszcz o wydłużonym ciele długości od 11 do 12 mm. Głowa jest żółta, o prawie tak szerokiej jak długiej wardze górnej, a skroniach krótszych niż szerokość oka. Czułki są oprócz nasadowego członu czarne do czarnobrązowych. Głaszczki szczękowe są ciemne, wydłużone, równolegle ustawione, a żuwki zewnętrzne długie, ale nie przekraczające dwukrotności długości głaszczków. Przedplecze jest żółte z czarną kropką na dysku. Tarczka jest zwykle żółta, rzadko czarna. Pokrywy są nieskrócone, lekko ku tyłowi zwężone, o lekko rozbieżnych wierzchołkach, ubarwione żółto z parą okrągłych, czarnych kropek pośrodku oraz rozlegle zaczernionymi wierzchołkami. Odnóża są żółte z ciemnymi stopami, rzadziej całe ciemne. Spód ciała jest mniej lub bardziej rozlegle zaciemniony.
Owad palearktyczny. W Europie znany jest z Portugalii, Hiszpanii, Francji, Włoch (w tym Sardynii i Sycylii), Albanii, Grecji, Ukrainy oraz południowo-europejskiej części Rosji. W Afryce Północnej stwierdzony został z Maroka, Algierii, Tunezji i Egiptu. W Azji podawany jest z syberyjskiej części Rosji, anatolijskiej części Turcji, Gruzji, Armenii, Azerbejdżanu, Cypru, Turcji, Jordanii, Syrii, Libanu, Izraela, Arabii Saudyjskiej Iraku, Kazachstanu, Turkmenistanu, Uzbekistanu, Tadżykistanu, Iranu oraz Afganistanu.